# António de Navarro
António de Navarro (Vilar Seco, 9 de novembro de 1902 - Lisboa, 20 de maio de 1980) foi um poeta.

## Biografia
Frequentou, na Universidade de Coimbra, em Portugal, o curso de Direito, que não concluiu. Formou-se com licenciatura em Ciências Ultramarinas na Escola Superior Colonial, em Lisboa, atual Instituto Superior de Ciências Sociais e Políticas.
Trabalhou em Moçambique, entre 1939 e 1940, na junta de Exploração de Algodão Colonial.
Colaborou com publicações tais como Bysancio, Portucale, Contemporânea, Presença, Cadernos de Poesia, Vértice e o O Diabo.

## Obras
- Poemas de África (1941) - dedicado à esposa Maria Eufémia Reis Ferreira, falecida em 1940;
- Ave de Silêncio (1942);
- Ode à Manhã (1947);
- Coração Insone (1971);
- O Acordar de Bronze (1980);